# Cratere Tem'
Tem'  è un cratere sulla superficie di Marte.